# (16926) 1998 FH63
A (16926) 1998 FH63 a Naprendszer kisbolygóövében található aszteroida. A LINEAR projekt keretében fedezték fel 1998. március 20-án.